# Pegesimallus yerburyi
Pegesimallus yerburyi är en tvåvingeart som beskrevs av Jason Gilbert Hayden Londt 1980. Pegesimallus yerburyi ingår i släktet Pegesimallus och familjen rovflugor.
Artens utbredningsområde är Sri Lanka. Inga underarter finns listade i Catalogue of Life.